# 费代里科·卡佩拉佐
费代里科·卡佩拉佐（義大利語：Federico Cappellazzo，1980年9月16日—），意大利男子游泳运动员。他曾代表意大利参加2004年夏季奥林匹克运动会游泳比赛，获得男子4×200米自由泳接力铜牌。